# Laonice annenkowae
Laonice annenkowae är en ringmaskart som beskrevs av Zachs 1925. Laonice annenkowae ingår i släktet Laonice och familjen Spionidae. Inga underarter finns listade i Catalogue of Life.